# Setō Shōji
Setō Shōji (japanisch 瀬藤 象二; geboren 18. März 1891 in Toyajiō (鳥屋城村) im Landkreis Arida (有田郡) der Präfektur Wakayama; gestorben 20. Oktober 1977) war ein japanischer Elektroingenieur.

## Leben und Wirken
Setō Shōji erhielt höheren Schulunterricht an der von dem Unternehmer Hamaguchi Goryo (浜口梧陵; 1820–1885) gegründeten Schule Taikyugakūsha (耐久学舎). Danach  besuchte er die Daiichi High School und studierte ab 1912 an der Fakultät für Ingenieurwissenschaften der Universität Tōkyō. 1915 machte er als einer der Besten seinen Abschluss und blieb auf Empfehlung von Professor Hō Hidetarō (鳳 秀太郎; 1872–1931) an der Universität. 1918 wurde er Assistenzprofessor. Im März 1923 ging er für zwei Jahre nach Deutschland und bildete sich an der Friedrich-Wilhelms-Universität zu Berlin weiter. Nach seiner Rückkehr wurde er Professor an seiner alma mater.
Ab 1926 warSetō als leitender Forscher am RIKEN tätig und beschäftigte sich mit einem Verfahren, Aluminium zu Anodisieren, um eine geschützte Oberfläche zu erhalten. Dies führte zu „Alumite“, das dann 1928 vorgestellt werden konnte. 1939 gelang es ihm als Mitglied einer Kommission der halbstaatlichen „Japanischen Gesellschaft zur Förderung der Wissenschaften“ (日本学術振興会; Nihon gakujutsu shinkōkai) zur Förderung des Elektronenmikroskop die „Nihon denshi kembikyō gakkai“ (日本電子顕微鏡学会) – heute kürzer „Nihon kembikyō gakkai“ – zu gründen, die er auch zunächst leitete. Diese Gesellschaft verleiht  heute an herausragende Forscher auf diesem Gebiet den „Setō-Preis“.
Weiter war er als Direktor bei Tōshiba tätig, war Vorsitzenden der „Japan Atomic Power Company“ (日本原子力事業, Nihon denshiryoku jigō K.K.) und von 1959 bis 1973 Präsident der privaten „Universität für Elektrotechnik, Tōkyō“ (東京電機大学, Tōkyō denki daigaku), deren Anfänge auf das Jahr 1907 zurückgehen.
1955 erhielt er die staatliche Ehrenmedaille, 1973 wurde er als Person mit besonderen kulturellen Verdiensten geehrt und im selben Jahr mit dem Kulturorden ausgezeichnet. Den Kulturorden übergab er der Schule in seinem Heimatort, nun Taikyū-Oberschule (耐久高等学校) zum Dank den damals vermittelten guten Start ins Leben.